# كبريتيد ثنائي الميثيل
كبريتيد ثنائي الميثيل (اختصاراً DMS) هو مركب كبريت عضوي من مركبات الثيوإيثر صيغته C2H6S، والتي يمكن كتابتها على الشكل CH3)2S)، ويوجد على شكل سائل عديم اللون.

## الوفرة والتحضير
يوجد المركب طبيعياً على شكل مستقلب في الطحالب والعوالق؛ والتي تطرحه إلى الوسط الحيوي المحيط.
يمكن أن يحضر هذا المركب مخبرياً من تفاعل كبريتيد الهيدروجين مع الميثانول بوجود حفاز من أكسيد الألومنيوم.

## الخواص
يوجد المركب في الشروط القياسية على شكل سائل عديم اللون، يغلي عند الدرجة 37°س. من الصعب امتزاج هذا المركب مع الماء، لكنه يمتزج بسهولة مع ثنائي إيثيل الإيثر والإيثانول.
للمركب رائحة مميزة تشبه الرائحة الصادرة عند طهي بعض أنواع الخضراوات مثل الملفوف